# KTR
Keerbergs Transport Racing is een autosportteam uit België. Het team werd in 1978 opgericht door Prosper Mollekens in Putte.
Het team begon in de Formule Vee en de Super Vee en halverwege de jaren 80 stapte het ook over naar het Frans Formule 3-kampioenschap. Verschillende coureurs die voor het team reden stapten later ook over naar de Formule 1, zoals Éric Bernard, Érik Comas en Olivier Panis.
In 1999 nam Kurt Mollekens, die voor het team in het Brits Formule 3-kampioenschap reed en in 1996 de Masters of Formula 3 won, het team over van zijn vader. In 2002 begon het team te rijden in de World Series by Nissan en won meteen twee races met Bas Leinders. In 2005 bleef het team actief in dit kampioenschap toen de naam veranderde naar de Formule Renault 3.5 Series. Dat jaar won Tristan Gommendy een race en eindigde het team als derde in het kampioenschap bij de teams. In de daaropvolgende jaren kwamen onder andere Sean McIntosh, Bertrand Baguette en Guillaume Moreau uit voor KTR, waarbij Moreau in 2007 een race won.
Enkele weken voor de start van het seizoen 2009 moest KTR uit de Formule Renault 3.5 Series stappen wegens financiële problemen. In 2010 keerde het team terug in de Formule Renault 2.0 NEC, waar Mikkel Mac als tweede in het kampioenschap eindigde. In 2011 breidde het team zich uit naar de Eurocup Formule Renault 2.0, waar Stoffel Vandoorne vijfde werd in het kampioenschap.
In 2012 werd een partnerschap met kartgigant Tony Kart aangegaan, waardoor Ignazio D'Agosto en Yu Kanamaru voor KTR in de Eurocup mochten rijden. In 2013 werd het team versterkt door Alexander Albon, terwijl D'Agosto de eerste overwinning van het team in de Eurocup in de wacht sleepte. In 2014 eindigde Albon achter Nyck de Vries en Dennis Olsen als derde in de Eurocup.